# Chalchico
Chalchico är en ort i Mexiko.   Den ligger i kommunen Zoquitlán och delstaten Puebla, i den sydöstra delen av landet, 250 km sydost om huvudstaden Mexico City. Chalchico ligger 1 904 meter över havet och antalet invånare är 220.
Terrängen runt Chalchico är kuperad åt sydväst, men åt nordost är den bergig. Chalchico ligger nere i en dal. Runt Chalchico är det ganska tätbefolkat, med 72 invånare per kvadratkilometer. Närmaste större samhälle är Coxcatlán, 15,0 km väster om Chalchico. I omgivningarna runt Chalchico växer i huvudsak blandskog.